# Radostin Stoytchev
Radostin Svetoslavov Stoytchev o Stojčev (búl: Радостин Светославов Стойчев Sofía, 25 de septiembre de 1969) es un exjugador profesional y entrenador de voleibol búlgaro, actualmente en el Blu Volley Verona.

## Carrera

### Jugador
Empieza jugando en el  CSKA Sofía  en la temporada 1988/1989 y dos años más tarde gana su primer título, la Liga búlgara, en las filas del Minyor Buhovo. En su carrera viaja por toda Europa, jugando en Portugal, Austria (ganando Liga y Copa con el HotVolleys Vienna), Francia, Serbia y también en España en la temporada 1993/1994 en las filas del Sanlúcar de Barramed. Al final de la temporada 2001/2002 se retira.

### Entrenador

#### Clubes
En la temporada 2003/2004 es elegido como entrenador del Slavia Sofía logrando ganar la Copa de Bulgaria en la temporada siguiente. En verano 2005 se marcha a Rusia aceptando el trabajo de segundo entrenador en la  Dinamo Moscú donde sigue entrenando su compatriota Matej Kazijski.
Los dos fichan por el Trentino Volley en verano 2007; precisamente en este equipo Stoytchev se convierte en un entrenador de nivel mundial. En su primera temporada en la  Liga italiana consigue ganar el título, el primero en absoluto en la historia del club. En la temporada 2008/2009 gana su primera Champions League y un año más tarde su primer Campeonato Mundial y su primera Copa de Italia.
En la temporada 2010/2011 tras conseguir ganar  Liga,  Champions League y Mundial de Clubes entra no solo en la historia del club sino también en la del voleibol. Por eso es elegido como mejor entrenador de la temporada en Italia, el primer extranjero en la historia.
En verano 2013 acaba su contrato con el club italiano y causa la crisis económica, elige dejar el Trentino Volley después de 6 temporadas y 14 títulos y se convierte en el nuevo entrenador de Halkbank Ankara. Después de tan solo una temporada en la cual consigue ganar Supercopa, Copa y Campeonato de Turquía, el 4 de julio de 2014 regresa al mando del equipo trentino, donde sigue en su racha ganadora ganando su cuarto campeonato de Italia en 7 años al mando del Trentino Volley. En junio de 2016 Stoytchev dejó definitivamente el banquillo del club tras 319 victorias en 389 partidos (82%) y 15 títulos ganados en 8 temporadas.
El 8 de mayo de 2017 es nombrado nuevo entrenador del Pallavolo Modena el equipo más titulado de Italia y entre los más titulados de Europa. Su etapa en Emilia tan solo dura diez meses: al final de una temporada sin títulos es despedido por el equipo por su pobre relación con las estrellas Bruno y Ngapeth.
Tras una media temporada como DT en el Stocznia Szczecin polaco en mayo de 2019 regresa al banquillo, esta vez en el Blu Volley Verona.

#### Selección
Entre 2010 y 2012 es también el entrenador de la selección de voleibol de Bulgaria: en 2011 acaba en 5ª posición la Liga Mundial y en 6ª el  Campeonato Europeo.

## Palmarés

### Jugador
- Campeonato de Bulgaria (1): 1990/1991
- Copa de Bulgaria (1)  : 1992/1993
- Campeonato de Austria (1): 1996/1997
- Copa de Austria (1) : 1996/1997

### Entrenador
- Copa de Bulgaria (1)  : 2004/2005
- Campeonato de Rusia (1): 2005/2006 (segundo entrenador)
- Copa de Rusia (1) : 2005/2006 (segundo entrenador)
- Campeonato de Italia (4) : 2007/2008, 2010/2011, 2012/2013, 2014/2015
- Copa de Italia (3) : 2009/2010, 2011/2012, 2012/2013
- Supercopa de Italia (1) : 2011
- Champions Legue (3) : 2008/2009, 2009/2010, 2010/2011
- Campeonato Mundial de Clubes (4) : 2009,  2010,  2011,  2012
- Supercopa de Turquía (1) : 2013
- Copa de Turquía (1) : 2013/14
- Campeonato de Turquía (1) : 2013/14